# Malicet & Blin

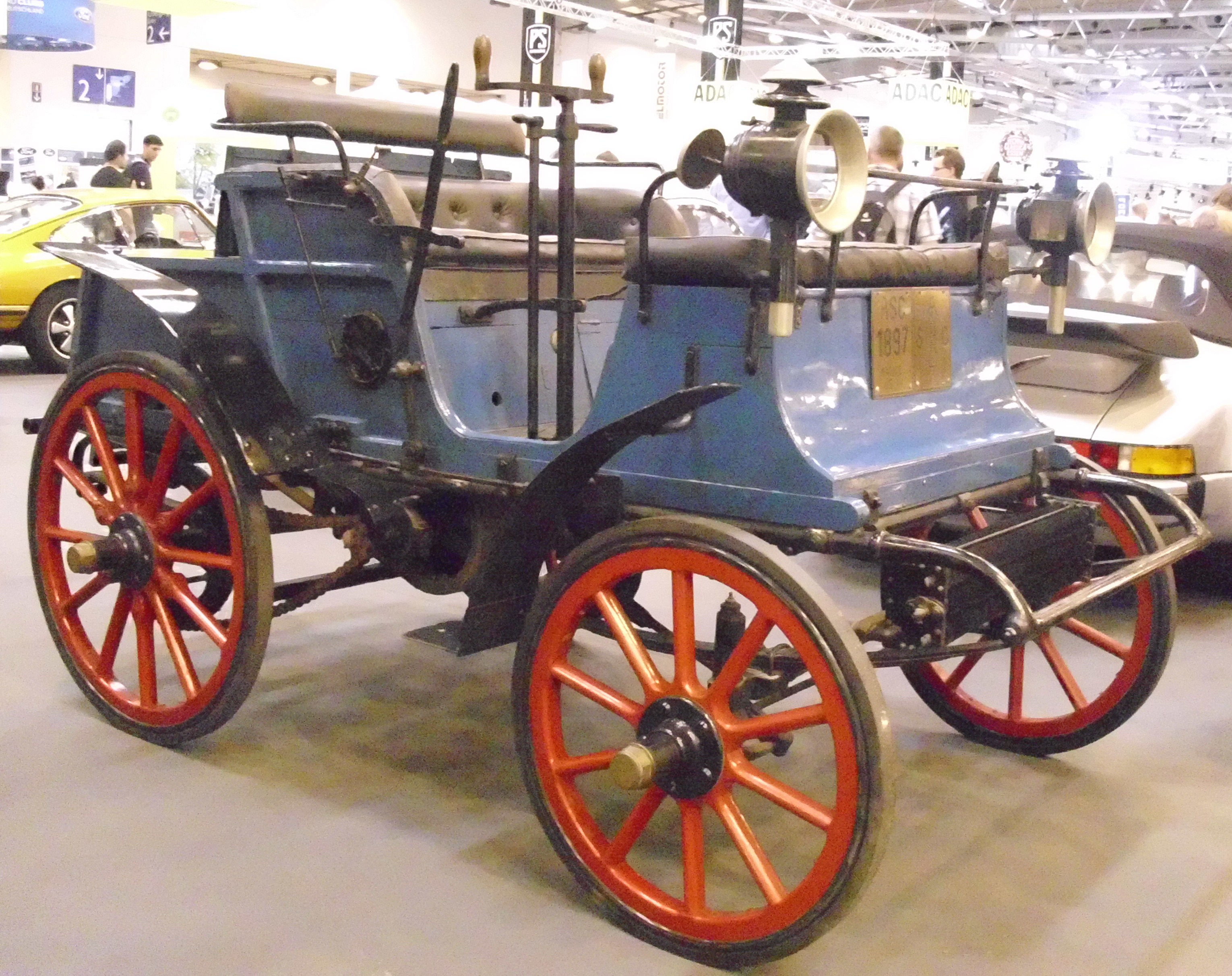
Malicet & Blin 4 CV von 1897

Malicet & Blin von 1903

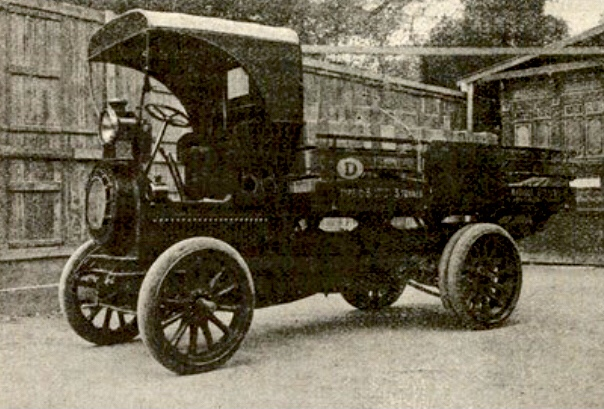
Malicet & Blin LKW von 1909

Établissements Malicet et Blin war ein französischer Hersteller von Automobilen und Fahrrädern.

## Unternehmensgeschichte
Paul Malicet und Eugène Blin gründeten 1890 das Unternehmen in Aubervilliers zur Fahrradproduktion. Später folgte die Herstellung von Fahrzeugzubehör und Teilen für Automobile wie Fahrgestelle und Lenkgetriebe. Auf dem Gebiet gehörte das Unternehmen zu den führenden in Frankreich. Zwischen 1897 und 1903 entstanden auch komplette Automobile. Der Markenname lautete Malicet & Blin. Die Fertigung eigener Automobile blieb aber stets gering. Der Verkauf von Zubehör an andere Automobilhersteller lief noch bis 1925, teilweise unter dem Namen MAB.

## Fahrzeuge
Unter anderem gab es die Modelle 4 CV, 6 CV und 8 CV mit einem Einzylindermotor. Ein Fahrzeug von 1903 mit einem Einbaumotor von De Dion-Bouton mit 6 PS Leistung in der Karosserieform Tonneau ist erhalten geblieben und nimmt gelegentlich am London to Brighton Veteran Car Run teil. Außerdem existiert noch ein Vis-à-vis von 1897 mit 4 PS Leistung. Ein LKW von Malicet & Blin hat 1909 an einem Vergleichstest teilgenommen.

## Zubehör
An folgende Automobilhersteller wurde Zubehör, insbesondere Fahrgestelle, geliefert: Alatac, Bridgwater, CCC, Delage, Ernst, Excelsior, Eysink, Ivor, La Torpille, Lucerna, Marlborough, Mutel, Sigma und Tuar.